# Play Game
Play Game foi um programa de televisão brasileiro exibido nas tardes de domingo pelo canal SBT, em parceria com a Tectoy, durante o Programa Silvio Santos. Era apresentado por Gugu Liberato.
O programa era uma espécie de game show infantil, cujo tema principal era o videogame.

Havia, no programa, além da possibilidade de os participantes - crianças e pré-adolescentes - jogarem um jogo eletrônico de um console de sucesso na época, uma prova que simulava um jogo de videogame do tipo plataforma, em que as pessoas apareciam como se estivessem dentro da TV, através do efeito chroma key.
Esteve no ar entre maio e agosto de 1993.

## Formato
No início do programa, eram apresentadas as duas duplas, compostas por um menino e uma menina. Os dois meninos jogavam Streets of Rage 2 por 30 segundos e quem conseguisse mais pontos ao final do tempo começava no controle do joystick. Depois, era mostrada a Trilha do Sonic, onde o mesmo era movimentado em qualquer direção, com a possibilidade de parar nas seguintes casas:
- Vídeo Louco: Era mostrada uma situação alternativa (exemplo: pergunta sobre um objeto espatifado, tendo que descobrir qual é esse objeto), e quem apertasse primeiro tinha o direito de resposta, caso a resposta seja correta a dupla ganha 25 pontos na primeira rodada e 50 pontos na segunda.
- Pergunta: Quem apertasse primeiro respondia e acertando a resposta, assim como no Vídeo Louco, ganha respectivamente 25 e 50 pontos na primeira e segunda rodada.
- Prêmio: A dupla ganhava cartuchos de jogos de Mega Drive, variando entre Michael Jackson's Moonwalker, Sonic the Hedgehog 2, Streets of Rage 2, entre outros.
- Doutor Robotnik: Um integrante da dupla escolhia um entre cinco jogos de Mega Drive (Moonwalker, Hellfire, Greendog, Alien 3, Chiki Chiki Boys, Crüe Ball, Quackshot, Batman Returns, Arrow Flash, entre outros) e teria que obter a pontuação determinada pelo Dr. Robotnik, que aparecia na forma de um boneco mecatrônico, em um certo período de tempo, e conseguindo ganha 25 ou 50 pontos, dependendo da rodada.
- Tênis Mágico: Caindo nesse espaço a dupla ganhava automaticamente 50 pontos na primeira rodada e 100 pontos na segunda.
- Inimigos: Se caísse num inimigo (os Badniks, robôs controlados pelo Dr. Robotnik), quem estivesse no controle do joystick passava a vez para a dupla adversária.

No início da segunda rodada as duas meninas das duplas jogavam Sonic the Hedgehog 2, e quem conseguisse mais argolas começava no controle do joystick. Ao final desta, quem tivesse mais pontos era a grande vencedora e ia para o desafio final em que os dois integrantes eram transportados para dentro de um videogame, geralmente Alex Kidd in Miracle World ou Alex Kidd In Shinobi World, entre outros (Altered Beast, Ghosts 'n Goblins, Fantasia, etc.), tendo que cumprir três desafios em um certo tempo, caso conseguissem ganhavam vários prêmios, como cartuchos e um Mega Drive.